# BlueBolt
La BlueBolt è un'azienda produttrice di effetti speciali digitali fondata a Londra nel 2009.

## Storia
La BlueBolt nasce indipendentemente nel 2009 grazie a Lucy Ainsworth-Taylor, Angela Barson e Chas Jarrett, affermandosi presto sul mercato internazionale come azienda produttrice di effetti speciali digitali per il cinema e la televisione.

## Prodotti
La BlueBolt è specializzata in computer grafica e matte painting; l'azienda ha lavorato alla realizzazione di diversi film e serie televisive:
- Sherlock Holmes (2009)
- Prince of Persia - Le sabbie del tempo (2010)
- Scott Pilgrim vs. the World (2010)
- Ladri di cadaveri - Burke & Hare (2010)
- Jane Eyre (2011)
- Fast & Furious 5 (2011)
- Pirati dei Caraibi - Oltre i confini del mare (2011)
- Il Trono di Spade (2011-in corso)
- Sherlock Holmes - Gioco di ombre (2011)
- Grandi speranze (Great Expectations) (2011, miniserie televisiva)
- The Iron Lady (2012)
- Biancaneve e il cacciatore (2012)
- Cloud Atlas (2012)
- Skyfall (2012)
- Peaky Blinders (2013)
- Mandela: Long Walk to Freedom (2013)
- Belle (2014)

## Premi
La BlueBolt è stata premiata dalla BAFTA per la miniserie Grandi speranze.